# Laurent Foirest
Laurent Foirest (nacido el 18 de septiembre de 1973 en Marsella), es un exjugador profesional de baloncesto francés.

## Carrera
Comienza a jugar en su Marsella natal a la edad de cinco años en el USPEG de Marsella, su padre dirigía a otro equipo de la ciudad. Posteriormente pasó por el Marignane y el PTT Aiz-en-Provence hasta que con 16 años llega al Olimpique Antibes, por entonces uno de los equipos fuertes del campeonato galo, alternando en sus primeros años el equipo filial y alguna participación con el primer equipo. El club logra el título de liga en la temporada 1990-91, bajo la dirección del técnico Jacques Monclar, que resultaría ser su mentor en una relación que se extendería a lo largo de los años. Su participación por entonces aun era menor, siendo su primer año como miembro de pleno derecho en la primera plantilla la temporada 1992-93. En la temporada 1994-95 logra un segundo título liguero en un equipo donde destacaban los norteamericanos David Rivers y Michael Ray Richardson o el interior francés Stephane Ostrowski, siendo su aportación de 7.5 puntos, 2.1 rebotes y 1.3 asistencias en 22 minutos de juego. El equipo acabó liderando la temporada regular y superaron en la final al Pau Orthez. En Europa, cayeron en la ronda preliminar de la Euroliga, pasando a jugar la Copa de Europa (antigua Recopa) donde alcanzaron las semifinales, que perdieron ante el equipo posteriormente campeón, la Benetton de Treviso. Su último año con Antibes, ya era el 3.er referente ofensivo del equipo con medias superiores a los 13 puntos, alcanzando las semifinales de esa 1995-96.
Tras su etapa con Antibes marcha junto al técnico Jacques Monclar al Pau Orthez, uniéndose a un equipo donde destacaban los hermanos Thierry y Didier Gadou o Antoine Rigadeu. Allí en su primer año alcanzan las semifinales, donde caen derrotados por el posteriormente campeón Racing de París, a nivel individual promedia 29 minutos de juego con 9.8 puntos y más de 2 rebotes y 2 asistencias por partido. En su segunda temporada en Pau, tras un mal inicio de campaña su mentor Monclar es destituido en noviembre de 1997, siendo sustituido por Claude Bergeaud. El equipo reconduce la temporada, alcanzando finalmente el segundo puesto en la liga regular y superando las distintas fases de playoff hasta plantarse en la final, logrando el campeonato antes el Limoges. El equipo, ya sin Rigadeau, que ya jugaba en Bolonia, contaba con Mous Sonko y llegado a final de temporada, Marcus Brown, si bien el norteamericano, lesionado, no jugó el playoff final. Laurent aportó 10.1 puntos aquel año siendo uno de los puntales en la consecución del título. Al año siguiente repitieron título, mientras que él era reconocido como MVP nacional con medias de 11.9 puntos, 3 rebotes y 2 asistencias. Fueron campeones de la regular y superaron en la final al Asvel Villeurbanne. En Europa cayeron en cuartos de Final de la Euroliga ante la Kinder de Bolonia, forzando 3 partidos ante los italianos donde jugaba su excompañero Rigadeu.

### ACB
Llega a Vitoria en la temporada 1999-00, año en que dirigía al club el argentino Julio Lamas. Acaban en la 5.ª plaza en la fase regular y en playoffs tras superar al Caja San Fernando en cuartos, caen ante el FC Barcelona en semifinales por 3 a 1. En la Copadel Rey, donde el equipo era organizador no pudieron en los cuartos ante Estudiantes, despidiéndose de la competición el primer día. En Europa jugaron la Copa Saporta, cayendo en octavos de final ante AEK de Atenas. Por su parte en 21 minutos de juego aportó 8.7 puntos por noche.
Su segundo año en Vitoria coincidía con la llegada al equipo del técnico Duško Ivanović. En la fase regular finalizaron en el 3.er puesto tras Barcelona y Real Madrid, superando en la primera eliminatoria de playoff a Fuenlabrada, pero cayendo nuevamente en semifinales, esta vez ante el Real Madrid en 5 partidos. En la Copa del Rey tampoco estuvieron afortunados esta temporada y cayeron otra vez en la primera eliminatoria ante un sorprendente Cáceres. Fue en Europa donde el equipo alcanzó sus mejores resultados, disputando la Euroliga que por primera vez organizaba la ULEB. Aquel año el Baskonia fue el terror de los equipos griegos, eliminando en los sucesivos playoff a Peristeri, Olimpiakos y AEK de Atenas hasta plantarse en la final, que esa temporada se disputó también en playoff a 5 partidos, donde tuvieron como rival a la Kinder de Bolonia. Finalmente fueron subcampeones tras 5 emocionantes partidos.
La temporada 2001-02 fue un gran año para su club, ya que a pesar de la cuarta plaza de la temporada regular, en playoffs superaron al Pamesa de Valencia en cuartos y al FC Barcelona en semifinales, ambos por resultado de 3 a 1 y posteriormente alcanzar su primer título de la ACB al superar en la final al Unicaja de Málaga por un contundente 3 a 0. Pero antes de eso también salieron campeones en la Copa del Rey, donde ejercían nuevamente como anfitriones, superando en emocionante final al FC Barcelona por 85-83. No pudieron sin embargo refrendar su excelente campaña nacional en Europa, donde cayeron en el Top 16 al no poder superar el grupo donde se enfrentaron al Ulker turco, al CSKA de Moscú y al Maccabi de Tel Aviv, que fue el que clasificó a la Final Four.
En su último año en Vitoria, el equipo solo pudo acabar sexto en la liga regular, jugando en cuartos de final ante Unicaja Málaga, al que habían vencido en la final del año pasado, esta vez los malagueños se tomaron la revancha eliminando al Baskonia por 3 a 2. En la Copa del Rey quedaron subcampeones, superados en la final, igualmente por su rival del año anterior, el FC Barcelona de un inconmensurable Dejan Bodiroga, mientras en Europa se despedían nuevamente en el Top 16.

### Vuelta a Francia
Tras su periplo ACB con el Baskonia, regresó a Francia en la 2003-04 y lo hizo de la misma forma en que se fue, jugando con el Pau Orthez y proclamándose campeón de liga. No fue sin embargo un año fácil, ya que la eliminación europea en el Top 16 de la Euroliga supuso la destitución del técnico Frederic Sarre, quien fue sustituido por un exjugador de la casa y excompañero de Foirest en su anterior etapa en el club, Didier Gadou. Además a título individual fue nuevamente reconocido como MVP nacional de la liga francesa. Sus siguientes dos temporadas en el club Bearnés, estuvieron marcadas por sus problemas en las rodillas, que le llevaron a perderse muchos partidos, no destacando tampoco los resultados del equipo.
Desde 2006-07 juega para el Asvel Villeurbanne. En su segunda temporada en el club, lograron el título de Copa ante el Cholet, mientras que en la 2008-09 obtuvo el que supone su sexto título liguero en Francia y séptimo de su carrera sumando el logrado en España. Bajo la dirección de Vincent Collet, el equipo lograba su decimoséptimo título liguero, si bien Foirest seguía con problemas físicos que le hicieron perderse bastante partidos. Para finales de la temporada 2009-10, en abril, el jugador sufría se rompía el tendón de Aquiles y ponía fin a su temporada y se podía pensar que debido a la larga recuperación que conlleva esa lesión unido a su edad, posiblemente también de su carrera. Sin embargo y hasta que llegue su recuperación en el club siguen contando con él para la disputa de la temporada 2010-11.

### Selección nacional
A nivel de selección cabe destacar su medalla de oro en el Eurobasket júnior de 1992, disputado en Hungría. Dirigidos por Jean-Pierre de Vicenzi, destacaban junto a Foirest en aquella selección jugadores como Laurent Sciarra, Ciryl Julian o por Oliver Sain-Jean, más conocido posteriormente como Tariq Abdul-Wahad.
Con la selección absoluta debutó en 1995 en partido amistoso ante Lituania, aunque finalmente no entró en el equipo final para aquel Eurobasket. Su primer gran campeonato fue el Eurobasket de 1997, competición que también disputó en 1999, 2001 y 2003. Su mayor logro con el combinado francés fue la medalla de Plata de los Juegos Olímpicos del 2000, donde fueron derrotados en la final por Estados Unidos. También jugó un Mundial, el de 2006, que resultó ser su última aparición con "Les Bleus". En total ha sido 141 veces internacional absoluto con Francia.

## Palmarés

### Títulos nacionales
- Campeón de la Liga de Francia 1990-91, 1994-95, 1997-98, 1998-99, 2003-04 y 2008-09.
- Campeón Liga ACB 2001-02.
- Campeón de Copa de Francia 2007-08.
- Campeón de la Copa del Rey 2002.
- Campeón de la Semana de los Ases 2009-10.

### Títulos internacionales
- Subcampeón Euroliga 2000-01.

### Títulos con la selección
- Medalla de Plata Juegos Olímpicos Sídney 2000.
- Medalla de Oro Eurobasket Júnior 1992.